# Apparizioni di Itapiranga
Le apparizioni di Itapiranga sono state delle presunte, ma non riconosciute, apparizioni di Maria Vergine e di San Giuseppe avvenute dal 1994 al 2021 principalmente nella piccola città di Itapiranga, nello stato di Amazonas (nella regione centrale del Brasile).

## Descrizione
Edson Glauber de Souza Coutinho, allora un giovane ventiduenne studente di Scienze delle Telecomunicazioni a Manaus, e sua madre Maria do Carmo dichiararono di aver ricevuto apparizioni di Maria e della Sacra Famiglia di Nazareth, e in un numero minore di casi degli Arcangeli Michele e Raffaele e di Santi. 
Il 25 dicembre 1996 Edson Glauber affermava di aver ricevuto un'apparizione di Maria e Giuseppe mentre quest'ultimo teneva in braccio il bambino Gesù e che in questa visione, il cuore di Gesù emanava alcuni raggi di luce verso il cuore di Maria, punto nel quale si univano ai raggi irradiati da lei in linea di quello di Giuseppe. Infine, da Giuseppe partiva una luce molto più intensa, e diffusa in tutte le direzioni.
Il significato, che asseriva proveniente dal Cielo, era l'invito a recuperare la devozione a San Giuseppe, e al suo Cuore Castissimo, per creare la devozione ai Tre Sacri Cuori della Famiglia di Nazareth come importante ed urgente necessità religiosa..
Le presunte apparizioni hanno avuto particolare riscontro nella zona di residenza dei due asseriti veggenti e, successivamente, in Italia, dove Edson Glauber è stato ospitato più volte durante gli anni, con incontri organizzati.
Dopo la morte negli anni precedenti dell'anziana prima veggente, la madre Maria do Carmo,  è stata comunicata da alcuni siti più vicini alle presunte apparizioni mariane contemporanee, la prematura scomparsa il 25 maggio 2021 a 48 anni anche di Edson e da quel momento l'interesse sul web è andato scemando ed anche il sito ufficiale del Santuario di Itapriranga non è stato più aggiornato.

## Posizione della Chiesa
Il 31 gennaio 2010 il vescovo della Prelatura di Itacoatiara, territorialmente competente per la località di Itapiranga, Mons. Carillo Gritti, pubblicò un decreto che autorizzava i pellegrinaggi e il culto pubblico per invocare la Vergine Maria sotto il titolo di Regina del Rosario e della Pace, riscontrando buoni frutti, e specificava che sarebbe stata creata una commissione per condurre ulteriori indagini per dare un giudizio sugli eventi, mantenendo attraverso scritti una valutazione benevola nei confronti del presunto veggente.
Dopo varie ricerche, la Chiesa ha dichiarato ufficialmente il 7 febbraio 2017 che le apparizioni di Itapiranga non erano autentiche. Glauber è deceduto il 25 maggio 2021.